# São Mateus da Calheta
São Mateus da Calheta – parafia (freguesia) gminy Angra do Heroísmo. W 2011 miejscowość była zamieszkiwana przez 3757 mieszkańców.